# マイケル・フレイン
マイケル・フレイン（Michael Frayn、1933年9月8日 – ）は、イギリス人小説家、劇作家、翻訳家である。

## 来歴
1933年、イギリスロンドン生まれ。
ケンブリッジ大学で学んだ。
1966年にサマセット・モーム賞、2000年トニー賞、2002年にウィットブレッド賞を受賞した。

## 受賞歴
- サマセット・モーム賞 1966年 （The Tin Menに対して）
- トニー賞 演劇作品賞 2000年 （Copenhagen（『コペンハーゲン』）に対して）
- ウィットブレッド賞小説部門 2002年 （Spies（『スパイたちの夏』）に対して）
- ボランジェ・エブリマン・ウッドハウス賞 2003年 （Spies（『スパイたちの夏』）に対して）

## 主な作品

### 小説
- The Tin Men (1965年)
- The Russian Interpreter (1966年)
- Towards the End of the Morning (1967年)
- A Very Private Life (1968年)
- Sweet Dreams (1973年)
- The Trick of It (1989年)
- A Landing on the Sun (1991年)
- Now You Know (1993年)
- Headlong （『墜落のある風景』） (1999年)
- Spies （『スパイたちの夏』）(2002年)

### 戯曲
- The Two of Us (1970年)

Black and Silver, Mr. Foot, Chinamen, and The new Quixote
- Alphabetical Order (1977年)
- Donkeys' Years (1977年)
- Clouds (1977年)
- The Cherry Orchard(『桜の園』アントン・チェーホフ著) 翻訳 (1978年)
- Balmoral (1978年)
- The Fruits of Enlightenment（レフ・トルストイ著）翻訳  (1979年)
- Liberty Hall (1980年)
- Make or Break (1980年)
- Noises Off (1982年)
- Three Sisters（『三人姉妹』チェーホフ著）翻訳 (1983年)
- Number One (1984年)
- Benefactors (1984年)
- Wild Honey（チェーホフ著）翻訳 (1984年)
- The Seagull （『かもめ』チェーホフ著）翻訳 (1986年)
- Uncle Vanya （『ワーニャ伯父さん』チェーホフ著）翻訳 (1986年)
- Balmoral (1987年)
- First and Last (1989年)
- Exchange  (1990年)
- Look Look (1990年)
- Listen to This: Sketches and Monologues (1990年)
- Jamie on a Flying Visit; and Birthday (1990年)
- Look Look (1990年)
- Audience (1991年)
- Plays: Two, Methuen (1991年)
- Here (1993年)
- La Belle Vivette (1995年)
- Alarms and Excursions: More Plays than One (1998年)
- Copenhagen（『コペンハーゲン』） (1998年)
- Plays: Three (2000年)
- Democracy（『デモクラシー ― 戯曲』） (2003年)
- Afterlife (2008年)

### ノンフィクション
- The Day of the Dog (1962年)
- The Book of Fub (1963年)
- On the Outskirts (1964年)
- At Bay in Gear Street (1967年)
- The Original Michael Frayn
- Speak After the Beep: Studies in the Art of Communicating with Inanimate and Semi-animate Objects (1995年)
- Constructions (1974年)
- Celia's Secret: An Investigation (The Copenhagen Papers ) デビッド・バーク共著 (2000年)
- The Human Touch: Our part in the creation of the universe (2006年)
- Stage Directions: Writing on Theatre, 1970-2008 (2008年)
- Travels with a Typewriter (2009年)
- My Father's Fortune: A Life (2010年)

## 日本語訳された作品
- 『コペンハーゲン』劇書房best play series、小田島恒志訳、劇書房（構想社）、2001年
- 『墜落のある風景』創元推理文庫、山本やよい訳、東京創元社、2001年
- 『スパイたちの夏』高儀進訳、白水社、2003年
- 『デモクラシー ― 戯曲』常田景子訳、岩波書店、2005年
- 『マイケル・フレイン <1> コペンハーゲン』ハヤカワ演劇文庫、小田島恒志訳、早川書房、2010年